# Neobidessus pullus
Neobidessus pullus är en skalbaggsart som först beskrevs av Leconte 1855.  Neobidessus pullus ingår i släktet Neobidessus och familjen dykare.

## Underarter
Arten delas in i följande underarter:
- N. p. floridanus
- N. p. pullus